# Hajdúszoboszló
Hajdúszoboszló je mesto na Madžarskem, ki upravno spada pod podregijo Hajdúszoboszlói Županije Hajdú-Bihar.
Tu se nahaja tudi letališče Hajdúszoboszló.